# Fredrik Bajer
Fredrik Bajer (ur. 21 kwietnia 1837 w Vesteregede, zm. 22 stycznia 1922 w Kopenhadze) – duński działacz pokojowy i pacyfistyczny, publicysta, laureat Pokojowej Nagrody Nobla 1908.

## Życiorys
Syn duchownego. Służył w armii duńskiej, m.in. w czasie wojny prusko-austriackiej w 1864, dochodząc do stopnia porucznika. Po odejściu ze służby wojskowej pracował jako nauczyciel, tłumacz i publicysta. Zaangażował się w ruch na rzecz równouprawnienia kobiet, w 1871 współtworzył Duńskie Stowarzyszenie Kobiet. Od 1872 zasiadał w parlamencie z ramienia lewicowych liberałów (do 1895). Był rzecznikiem ścisłej współpracy państw skandynawskich oraz idei neutralności Danii.
W 1882 założył Związek na Rzecz Duńskiej Neutralności (przekształcony w 1885 w Duńskie Stowarzyszenie Pokojowe). Był delegatem na pierwszy skandynawski kongres pokojowy (1885) i kongresy światowe (od 1889). W 1891 współtworzył Międzynarodowe Stałe Biuro Pokoju w Bernie i był jego przewodniczącym (do 1907) i przewodniczącym honorowym.
Za działania na rzecz pokojowego rozwiązania problemu unii norwesko-szwedzkiej został uhonorowany w 1908 Pokojową Nagrodą Nobla. Razem z nim wyróżniono szwedzkiego działacza pokojowego Klasa Pontusa Arnoldsona.